# 五十公野駅
五十公野駅（いじみのえき）は、新潟県新発田市五十公野にあった、日本国有鉄道赤谷線の駅（廃駅）である。赤谷線廃止に伴い1984年（昭和59年）4月1日に廃止された。

## 歴史
- 1925年（大正14年）11月20日：商工省製鉄所線を譲渡されて赤谷線となった際に開業[1]。
- 1960年（昭和35年）3月25日：貨物の取扱廃止[1]。
- 1963年（昭和38年）5月1日：業務委託駅となる[2]。
- 1984年（昭和59年）
  - 2月1日：荷物の取扱廃止[1]。
  - 4月1日：廃止[1]。

## 駅構造
単式ホーム1面1線を有した有人駅。

## 駅周辺
- 五十公野集落（集落の中心地は、東中学校前仮乗降場の方が近かった）

## 隣の駅
日本国有鉄道
赤谷線
新発田駅 - （東中学校前仮乗降場） - 五十公野駅 - 新江口駅